# Ritsu Doan
Ritsu Doan (født 16. juni 1998) er en japansk fodboldspiller. Han spiller på Japans fodboldlandshold.

## Japans fodboldlandshold
| Japans landshold | Japans landshold | Japans landshold |
| År               | Kmp              | Mål              |
| ---------------- | ---------------- | ---------------- |
| 2018             | 5                | 1                |
| Total            | 5                | 1                |

Han repræsenterede Japan ved sommer-OL 2020 i Tokyo, hvor hans hold blev nummer 4.